# Noyal-Muzillac
Noyal-Muzillac (tiếng Breton: Noal-Muzilheg) là một xã ở tỉnh Morbihan trong vùng Bretagne tây bắc Pháp. Xã này có diện tích 48,89 km², dân số năm 1999 là 1920 người. Khu vực này có độ cao từ 7-87 mét trên mực nước biển.
Cư dân của Noyal-Muzillac danh xưng trong tiếng Pháp là Muzalais.